# Васко Нуньєс де Бальбоа
Васко Нуньєс де Бальбоа (ісп. Vasco Núñez de Balboa, тобто Васко Нуньєс з Бальбоа) (1475—1519) — іспанський конкістадор. Вважається, що його батько був ідальго Альваро Нуньєс (або Мартінес) де Бальбоа.

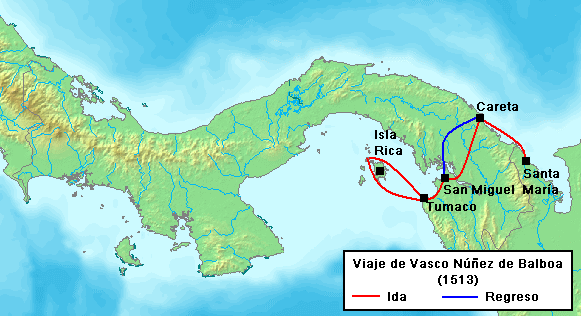
Експедиція Бальбоа у 1513 році.

Заснував поселення Дарієн у 1511 і перетнув перешийок у пошуках золота, досягши Тихого океану (який він назвав Південним морем) 25 вересня 1513 року після 25-денної експедиції. Сталося це так. Бальбоа звернувся до короля Фердинанда з проханням прислати загін з тисячі конкістадорів для завоювання «золотої країни». Але Іспанія спорядила вдвічі більше військо та призначила командувати ними не Васко Нуньєса, а наближеного до короля Педро Аріаса де Авіла. Тоді 1 вересня 1513 року, не дочекавшись підкріплень, Васко Нуньєс вирушив із залогою з 190 воїнів і 600 індіанців на пошуки золота. Загін перетнув гірські масиви Панамського перешийка і дістався до берегів Великого Південного моря, тобто відкрив для європейців Тихий океан. Нові землі, які Бальбоа назвав Перу (дослівно «лечу» — почуття, що охопили його на вершині гірського хребта), були оголошені володіннями іспанської корони.
Він одержав звання адмірала і став губернатором Панами, але був відсторонений від влади в результаті інтриги при іспанському дворі, ув'язнений і страчений.
У 1533 р. конкістадор Франсіско Пісарро, продовжуючи справу Васко-Нуньєса де Бальбоа, завоював Перу й підкорив столицю імперії інків Куско.